# Bitva u Okehazamy
Bitva u Okehazamy (japonsky: 桶狭間の戦い; Okehazama-no-tatakai) proběhla v květnu či červnu 1560. V této bitvě zvítězil Nobunaga Oda nad Jošimotem Imagawou.

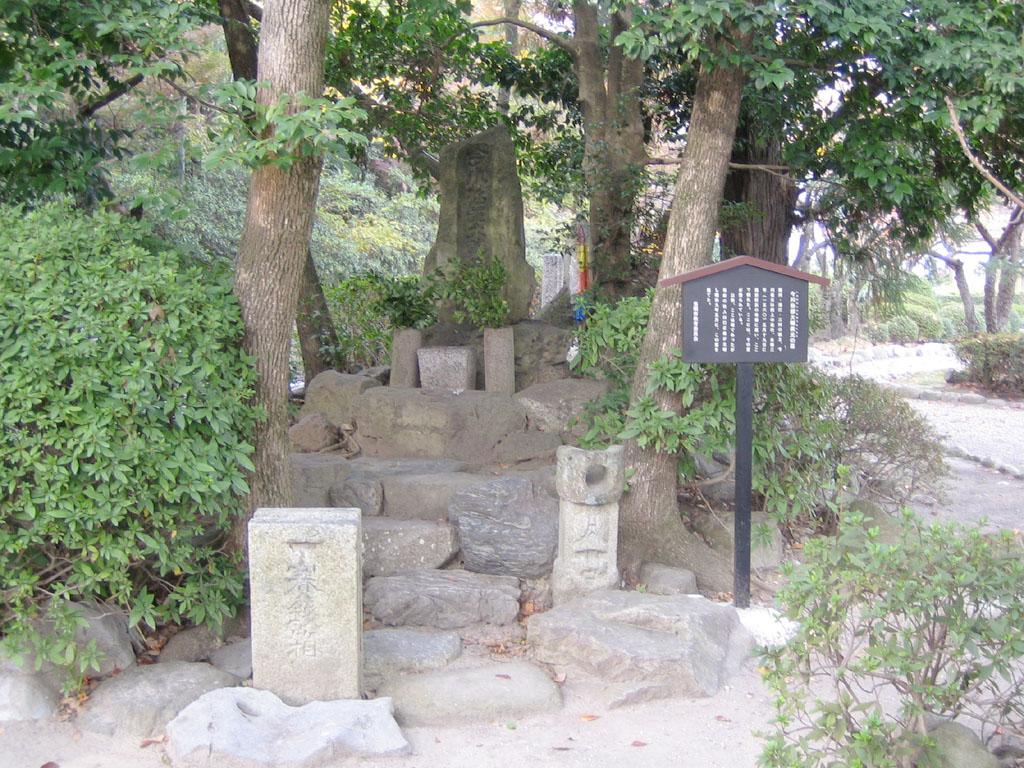
Hrob Imagawy Jošimota

Roku 1560 se Jošimoto Imagawa rozhodl obsadit Kjóto, tehdejší hlavní město Japonska a získat tak kontrolu nad celou zemí. Během tažení vstoupil se svou armádou na území Owari patřící Nobunagovi Odovi. V nevyhnutelném střetu, který musel následovat, měl Jošimoto převahu deset ku jedné nad Odovou armádou. Nobunaga Oda si uvědomoval, že přímý útok jeho jednotek by byl sebevraždou a pokud by se bránil ve svém hradě, vydržel by jen několik dní. Proto se rozhodl, že překvapí Imagawovy jednotky útokem ze zálohy. Útok, kterému pomohla i náhlá průtrž mračen, proběhl velmi rychle a nepřítele zcela zaskočil. Mnoho nejvyšších velitelů, včetně samotného Jošimota Imagawy, bylo zabito. Zbylí velitelé po Imagawově smrti přeběhli na Odovu stranu. Během chvilky tak byla Imagawova frakce zcela zničena. Odovo vítězství bylo oslavováno jako zázračné. Byl to rovněž první krok k jeho vysněnému cíli – sjednocení Japonska.
Jedním z velitelů, kteří přeběhli na vítěznou stranu byl i Motojasu Macudaira (později známý jako Iejasu Tokugawa) z Mikawy.

## Seznam samurajů v bitvě

### Odova strana
- Nobunaga Oda
- Kacuie Šibata
- Kazutada Hattori
- Jošikacu Mori
- Tokičiró Kinošita

### Imagawova strana
- Jošimoto Imagawa
- Jasutomo Asahina
- Motojasu Macudaira
- Naomori Ii
- Tadakacu Honda